# 浦上川
浦上川（うらかみがわ）は、長崎県長崎市および西彼杵郡長与町を流れる二級河川。長崎市街地北部から南下し長崎港に注ぐ川で、中島川とともに市街地の中心河川となっている。

## 流域
すり鉢状の地形をなす長崎市中心部のうち、北東部の前岳（標高366m）を水源とする。畦別当、犬継、川平と山間を経ながら南西へ流れ、大手町付近で三川川、大井手川と合流する。他にも数本の支川を集めながら流路を南へ変え、大橋付近で城山川と合流し、長崎港に注ぐ。
狭い谷や沖積地に沿って、集落・住宅地・商工業用地・公共施設が整備されている。上流域は長崎県道45号線と長崎バイパス、下流域は国道206号および国道202号・長崎本線・長崎電気軌道が並行する。橋も各所に架けられており、特に下流の大橋、下大橋、竹岩橋、梁川橋、稲佐橋、旭大橋は市街地の交通の要である。
1945年8月9日には浦上地区に原子爆弾「ファットマン」が落とされ、川では多くの被爆者が水を求めた。原爆落下中心地周辺は平和公園として整備されている。
市街地の中を流れることもあり、下流域の水質はよくない。また、長崎大水害（1982年7月23日）の際には中島川と共に氾濫し大きな被害を出した経緯もあって、ほとんどの流域で護岸が施されている。支流では三面護岸や暗渠となった区域も多い。ただし上流部は照葉樹林など自然が多く残り、ゲンジボタル生息地も点在する。県・市・地域住民による自然保護活動も行われている。

### 支流
二級河川の支川数は3本。
- 三川川 - 帆場岳（標高506m）西側から北西へ流れ、三川町を経て合流する
- 大井手川（一部準用河川域） - 市街地北西部の岩屋山（標高475m）北側から南東へ流れ、道の尾・女の都・浦上水源地を経て合流する。短い区間ではあるが長与町域を通る
- 城山川 - 稲佐山（標高333m）北東側から東へ流れ、大橋で合流する